# Керем Гонлум
Керем Гонлум (тур. Kerem Gönlüm; Искендерум, Турска, 22. новембар 1977) је турски кошаркаш. Игра на позицијама крилног центра и центра, а тренутно наступа за Сакарију.